# Trypaneoides japonicus
Trypaneoides japonicus är en tvåvingeart som beskrevs av Shatalkin 1999. Trypaneoides japonicus ingår i släktet Trypaneoides och familjen lövflugor. Inga underarter finns listade i Catalogue of Life.